# Borstuggla
Borstuggla (Xenoglaux loweryi) är en sällsynt liten uggla känd från Peru.

## Utseende och läten
Borstugglan är en mycket liten (13–14 cm) uggla med kort stjärt. Unika, långa morrhårliknande borst syns vid näbbroten och på sidorna av ansiktet. Fjäderdräkten är varmbrun med mörkare marmorering och tydliga gulvita ögonbryn. Tarser och tår är bara. Lätet beskrivs som ett djupt och nästan tvåstavigt "woh" som upprepas var tredje sekund.

## Utbredning och biotop
Borstugglan har endast observerats i molnskogar i de östra Anderna i norra Peru på höjder mellan 1900 och 2350 meter över havet. Den är en stannfågel.

## Ekologi
Födan består främst av insekter. Den jagar på nätterna och sover på grenar om dagarna. Den parar sig under våren, då den lägger fem till åtta ägg.

## Historik och status
Arten har observerats ett fåtal gånger och upptäcktes först 1976. Sedan dess har den fångats i slöjnät ett fåtal gånger, men observerades under "normala" omständigheter för första gången 2007. Fram till 2020 listades arten som starkt hotad av internationella naturvårdsunionen IUCN. Beståndet uppskattas uppgå till högst 1000 vuxna individer, men bedöms vara stabilt eftersom dess levnadsområden till större del är otillgängliga och därför opåverkade av  människan. Internationella naturvårdsunionen listar den som sårbar (VU, vulnerable) sedan 2020, en nedgradering av tidigare hotstatusen starkt hotad (EN, endangered).